# Гнаденхюттенская резня
Гнаденхюттенская резня (англ. Gnadenhutten massacre), также известная как Моравская резня (англ. Moravian massacre) — убийство 8 марта 1782 года девяноста шести крещёных индейцев из племени делаваров американским народным ополчением из штата Пенсильвания во время Войны за независимость США. Инцидент произошёл в миссии моравских братьев под названием Гнаденхюттен, которая была расположена рядом с тем, что ныне является городом Гнаденхюттен, штат Огайо.

## История
В 1772 году Гнаденхюттен был заселен миссионерами, которые обращали местных индейцев в христианство. Во время Войны за независимость США британцы обвинили и тех и, и других в коллаборационизме с революционерами. В 1781 англичане заставили их переселиться из Гнаденхюттена. Спустя год переселенцы вернулись в поисках еды. Впоследствии этих индейцев обвинили в нападениях на белых поселенцев в западной Пенсильвании, которые произошли незадолго до этого. На самом деле, индейцы Гнаденхюттена не имели никакого отношения к этим акциям. Тем не менее, группа пенсильванских ополченцев во главе с капитаном Дэвидом Уильямсоном прибыла, чтобы наказать их.
В общей сложности были убиты 28 мужчин, 29 женщин и 39 детей. После расправы тела убитых свалили в здании миссии, которую затем сожгли вместе со всей деревней. О преступлении стало известно благодаря двоим мальчикам, которым удалось выжить, хотя у одного из них был снят скальп. Убийцы заявляли, что это был акт возмездия за нападения индейцев на поселения. Впоследствии оказалось, что убитые не имели отношения к этим рейдам. 

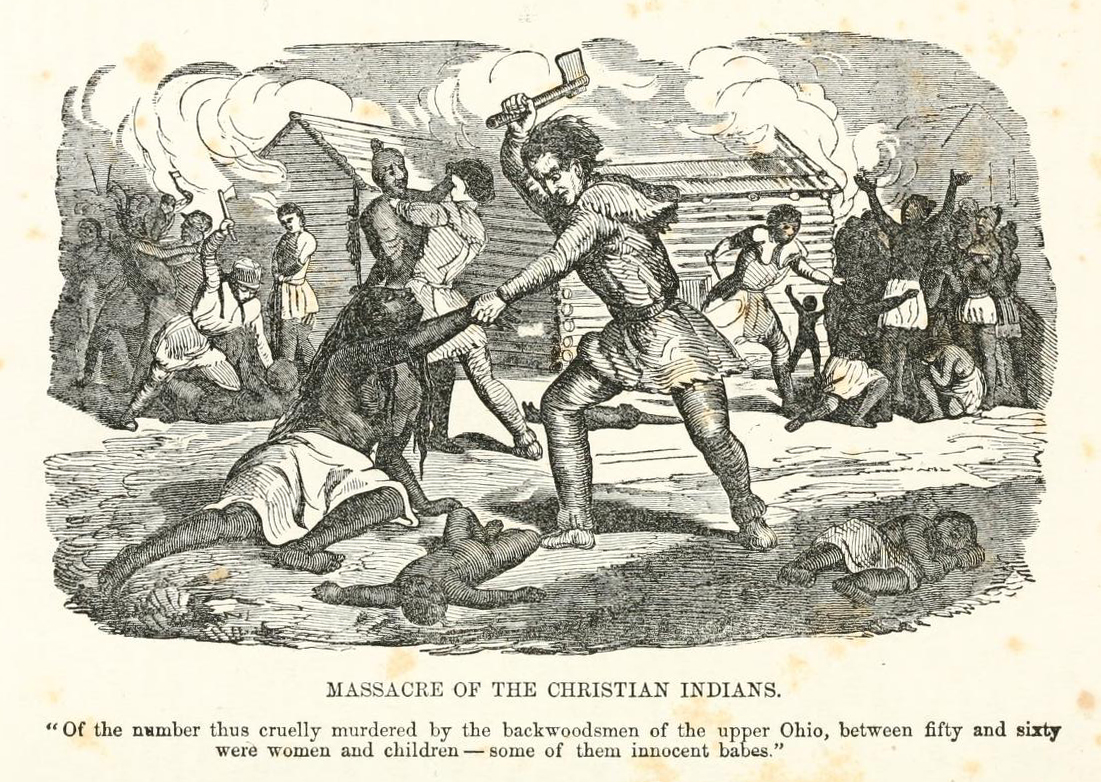
Гравюра из книги Генри Хау "Historical Collections of the Great West"